# Перчаткин, Борис Георгиевич
Перча́ткин Бори́с Гео́ргиевич (родился 1 июля 1946) — наиболее известный участник находкинского религиозного эмиграционного движения конца 1970-х — начала 1980-х, правозащитник, пролоббировавший в США принятие в 1989 году «Поправки Лотенберга», в результате чего в США эмигрировало около 1 млн человек из стран бывшего СССР.

## Биография
Борис Перчаткин родился в семье военного лётчика, который погиб в автокатастрофе вскоре после рождения Бориса. Мать Бориса через некоторое время после смерти первого мужа снова вышла замуж за военного, которого в 1953 году арестовали за невыполнение приказа во время мятежей и дали 25 лет ссылки в Воркутинские лагеря. В 16-летнем возрасте Борис нашёл пятидесятническую церковь в городе Находка, к которой присоединился. Позже он собирал информацию о гонениях на верующих и активно делился ею с зарубежными журналистами.
В 1976 году Перчаткин совместно со своими соратниками Василием Патрушевым, В. А. Бурлаченко и Владимиром Степановым установили связь с диссидентами в Москве и получили рекомендации «направить волну эмиграции в организованное русло». В этом же году состоялся приезд в Находку представителя Московской Хельсинкской группы Л. В. Ворониной. Начиная с этого года Перчаткин активно добивался массового выезда пятидесятников из СССР. В этом же году Перчаткин послал обращения в ООН, во Всемирный совет церквей и главам государств, подписавших Хельсинкские соглашения, в которых он рассказал о постоянных преследованиях верующих в СССР.
В 1977 году совместно с Николаем Горетым выступил в защиту арестованных диссидентов Александра Гинзбурга, Юрия Орлова и Анатолия Щаранского, обратившись к христианам мира от имени пятидесятников. В том же году совместно с другими христианами из разных конфессий принял участие в публичной голодовке, целью которой было получение разрешения на выезд преследуемых христиан из СССР.
20 декабря 1978 года Перчаткин пытался через Находкинский почтамт отправить поздравительную новогоднюю телеграмму президенту США Джимми Картеру с просьбой о внимании к тем, кто не имеет свободы вероисповедания.
С 1979 г. проводил организационную работу по созданию в СССР Центра эмиграционно настроенных верующих, претендуя на роль его руководителя. В 1980 был избран секретарём созданного Совета церквей советских пятидесятников, настроенных на эмиграцию.
В конце 1979 года Перчаткин написал заявление «В Конгресс и правительству США, правительствам Канады, Австралии, Англии, ФРГ, Франции и Италии», в котором рассказал о советской действительности, о программных положениях КПСС по вопросам религии в СССР, и изложил советское законодательство о религиозных культах.
Он был самым активным членом комитета верующих, подавших заявление на эмиграцию. Советская власть организовала травлю Перчаткина и его семьи посредством публикации в центральной городской газете статей «Лицемер оптом и в розницу», «Убеждения по расчёту», «Пока не поздно» и др..
21 августа 1980 г. Перчаткин был арестован в Находке, и в конце марта 1981 осуждён по статье 190.1 УК РСФСР за распространение «заведомо ложных измышлений, порочащих советский государственный и общественный строй» на 2 года лишения свободы. По сообщению радиостанции «Голос Америки», во время следствия и на суде к Перчаткину применялись химикаты (нейролептики), от которых он терял сознание.
В августе 1982 г. Перчаткин освободился и в дальнейшем продолжил добиваться права на эмиграцию из СССР. В феврале 1983 он был опять арестован, а затем осуждён по части 2 статьи 218 УК РСФСР на 1,5 года за незаконное ношение холодного оружия.
В 1987 году Перчаткин составил доклад для Конгресса США «О состоянии религии в СССР». Этот доклад был прочитан в Конгрессе США, и Перчаткин был приглашён на встречу с госсекретарём США Шульцем для разговора о религиозной миграции, а также с Председателем Верховного Суда США Ренквистом и заместителем госсекретаря США по вопросам религии. В мае 1988 года, когда в СССР с официальным визитом приезжал Президент США Рональд Рейган для встречи с Горбачёвым, Перчаткин был приглашён на встречу с супругой Рейгана — Ненси Рейган — в составе делегации из 40 человек для обсуждения вопроса о религиозной свободе в СССР. 30 мая 1988 Перчаткин на этой встрече представлял советских протестантов. На протяжении примерно двух часов он рассказывал Ненси Рейган о состоянии дел со свободой религии в СССР, после чего Ненси Рейган пригласила Перчаткина прочитать доклад о положении религии в СССР в Конгресс США.
26 июля 1988 года Перчаткин эмигрировал в США вместе со всей своей семьёй. 4 августа 1988 он выступил в Конгрессе США c докладом о геноциде верующих в СССР, который он впоследствии обсуждал с конгрессменами, сенаторами и дипломатами. Итогом этих обсуждений стало принятие в 1989 году «Поправки Лотенберга», названной так по имени сенатора-демократа от штата Нью-Джерси Фрэнка Лотенберга. В первое десятилетие действия этой поправки по ней въехало в США около 350 000 религиозных мигрантов, а в период до 2010 года — около 1 миллиона. Массовый выезд пятидесятников из Находки начался в 1988, когда выехало 152 взрослых, не считая малолетних детей. В 1989 из Находки эмигрировало 45 взрослых пятидесятников.
Будучи в США, Перчаткин создал свой интернет-сайт, на котором он описывал подробности своего ареста и заключения в ходе борьбы за эмиграцию и организовал христианскую правозащитную организацию ARRC(American-Russian Relief Committee). Также он выпустил неоднократно переиздававшуюся автобиографическую книгу «Огненные тропы».

## Упоминания
Бориса Перчаткина в числе прочих политзаключённых упомянул Андрей Сахаров в своей статье «Ответственность учёных», написанной в 1981 году.

## Интервью
- Борис Перчаткин "Огненные тропы" Часть 1 - Студия Угол (Александр Шевченко)
- Борис Перчаткин "Огненные тропы" Часть 2 - Студия Угол (Александр Шевченко)
- Вопросы Борису Перчаткину — интервью Бориса Перчаткина Марине Мироновой 17.09.2010